# El cine según Hitchcock
El cine según Hitchcock (Le Cinéma selon Alfred Hitchcock, 1966) es un libro de entrevistas que recoge las conversaciones que mantuvieron el director británico Alfred Hitchcock y el cineasta francés François Truffaut.
La primera entrevista tuvo lugar en Los Ángeles el 13 de agosto de 1962, día en que Hitchcock cumplía los 63 años. Durante el ciclo de entrevistas, Truffaut realizó más de quinientas preguntas a Hitchcock en un período de tiempo de cincuenta horas en las que el director inglés repasa cada una de los momentos icónicos que rodearon sus films. Ambos realizadores, los cuales ninguno dominaba el idioma de su homónimo, fueron acompañados por la traductora Helen Scott a lo largo de todo el proceso. Las imágenes tomadas durante el encuentro fueron obra del fotógrafo Philippe Halsman. 
La entrevista, si bien no fue filmada, fue grabada mediante un magnetófono, material que usaría posteriormente en el año 2016 el director Kent Jones para el documental:

## Origen
En 1955, mientras Alfred Hitchcock rodaba en la costa azul su filme Atrapa a un ladrón¸ François Truffaut y Claude Chabrol, quienes trabajaban en la revista Cahiers du cinema (que posteriormente se conocería como Nouvelle Vague), entrevistaron a Hitchcock.
Años después, el realizador británico recibiría una carta firmada por Truffaut en la cual exaltaba su figura como autor, proponiéndole la realización de una entrevista que pudiese definir su obra. La respuesta de Hitchcock fue afirmativa, y a los pocos meses comenzarían la serie de entrevistas que darían lugar al libro.

“Desde que me convertí en director, mi admiración por usted no ha menguado en ningún momento; al contrario, se ha hecho más fuerte y ha evolucionado. Hay muchos directores que aman el cine, pero lo que usted posee es amor al propio celuloide, y eso es de lo que me gustaría hablar con usted”.
Carta de François Truffaut a Alfred Hitchcock, junio de 1962.

“Querido señor Truffaut, su carta ha hecho brotar lágrimas de mis ojos, y me siento muy agradecido de recibir semejante tributo de usted”.
Telegrama de Alfred Hitchcock a François Truffaut, junio de 1962.

## Estructura
En los veintidós capítulos desarrollados a lo largo de más de 400 páginas, Hitchcock irá desgranando su obra, explicando en detalle la realización de esta, y desvelando innumerables anécdotas tanto personales como profesionales. La pieza se encuentra estructurada mediante un esquema elaborado por Truffaut, el cual es el siguiente:
a) Las circunstancias que rodearon el nacimiento de cada film
b) La elaboración y construcción del guion
c) Los problemas particulares de la puesta en escena de cada film
d) La estimación personal del resultado comercial y artístico de cada película respecto a las esperanzas iniciales.

## Influencia y legado
La relevancia de la obra se hace patente en su reconocida influencia en directores como Martin Scorsese o Wes Anderson. El director de Taxi Driver (1976) y Toro salvaje (1980) define el libro como motivo de radicalización entre sus contemporáneos, mientras que el director de Academia Rushmore (1998) o El gran hotel Budapest (2014) comenta en varias entrevistas, que es tal la cantidad de veces que lo ha leído, que las hojas de su ejemplar deben ser sostenidas por una goma.
Las grabaciones usadas en la entrevista se utilizaron como base para el documental Hitchcock/Truffaut en 2015.